# Hans Plenk
Hans Plenk (* 21. Februar 1938 in Berchtesgaden; † 10. September 2023 in Schönau am Königssee) war ein deutscher Rennrodler. Er galt als einer der erfolgreichsten deutschen Rennrodler der 1960er Jahre und errang seine Erfolge im Ein- sowie auch im Doppelsitzer.

## Werdegang
Bei den olympischen Rodelwettbewerben in Innsbruck gewann er 1964 hinter Thomas Köhler und Klaus-Michael Bonsack die Bronzemedaille. Weltmeister war er 1965, 1961 und 1963 Zweiter sowie 1960 Dritter sowohl im Einzel wie auch im Doppelsitzer (mit Horst Tiedge). Deutscher Meister im Einzel war er 1959, 1961, 1963, 1964, 1968 sowie im Doppel 1964 (mit Wolfgang Winkler), 1965 (mit J. Hasenkopf) und 1968 (mit Bernhard Aschauer). Bei der Eröffnungsfeier der Olympischen Winterspiele 1968 war er Fahnenträger der bundesdeutschen Mannschaft.
Am 11. Dezember 1964 verlieh Bundespräsident Heinrich Lübke Plenk für seinen Medaillengewinn bei Olympia das Silberne Lorbeerblatt.
Hans Plenk starb im September 2023 im Alter von 85 Jahren.